# Тоом, Майт
Майт Тоом (эст. Mait Toom; 7 мая 1990, Пылва) — эстонский футболист, вратарь, тренер.

## Биография

### Клубная карьера
Воспитанник клуба «Лоотос» (Пылва). С 2006 года играл в резервных командах клуба «Таммека» (Тарту). В основном составе «Таммеки» дебютировал 17 мая 2008 года в матче чемпионата Эстонии против таллинского «Калева», этот матч остался для вратаря единственным в сезоне 2008 года. С 2009 года выступал в основном составе более регулярно. Всего за «Таммеку» в 2008—2011 годах сыграл 59 матчей в высшей лиге.
С 2012 года выступал за таллинскую «Флору», где первые три сезона был резервным вратарём. Дебютный матч за команду в чемпионате страны сыграл 10 апреля 2012 года против «Пайде», выйдя на замену на 14-й минуте после удаления основного вратаря Станислава Принса. С 2015 года стал основным вратарём клуба. По состоянию на 2018 год всего провёл более 100 матчей за клуб. Неоднократно входил в число лучших вратарей чемпионата Эстонии по числу «сухих» матчей — в 2015 году поделил первое место (16 матчей), в 2016 году вошёл в десятку (8 матчей), в 2017 году был вторым (18 матчей). В составе «Флоры» становился чемпионом страны, обладателем Кубка и Суперкубка Эстонии.
В сентябре 2018 года во время проигранного матча против «Левадии» показал средний палец болельщикам своего клуба, за что был выведен президентом клуба из основного состава.
В 2019 году перешёл в «Пайде». Вице-чемпион Эстонии 2020 года. Летом 2021 года вернулся в «Таммеку», по окончании сезона завершил игровую карьеру и вошёл в тренерский штаб клуба.
Всего в высшем дивизионе Эстонии сыграл 258 матчей.

### Карьера в сборной
Выступал за юношеские и молодёжную сборные Эстонии. В 2016—2017 годах вызывался в национальную сборную, но ни одного матча не сыграл.

## Достижения
- Чемпион Эстонии: 2015, 2017
- Обладатель Кубка Эстонии: 2012/13, 2015/16
- Обладатель Суперкубка Эстонии: 2012 (не играл), 2014, 2016